# Comisión presidencial de asuntos fronterizos colombo-venezolanos
La Comisión presidencial de asuntos fronterizos colombo-venezolanos fue un ente creado en 1989 por el presidente Carlos Andrés Pérez como órgano asesor en materia de desarrollo de la frontera occidental venezolana. Además, sería el enlace entre el Estado venezolano y las comisiones o representaciones que pudiera designar la República de Colombia al objeto de elaborar proyectos técnicos de interés bilateral para el desarrollo de las zonas fronterizas comunes. La COPAF formó parte de los mecanismos acordados entre Venezuela y Colombia para superar las tensiones entre los dos países provocadas por la Crisis de la corbeta Caldas de 1987. La Comisión asumió el acrónimo COPAF. Junto a su homóloga colombiana fueron conocidas como "Comisiones de Vecindad". El primer presidente de la COPAF fue Ramón J. Velásquez.
En marzo de 1990, la COPAF pasó a ser oficialmente designada como "Comisión Presidencial de Coordinación, Tratamiento y Seguimiento de los Asuntos Pendientes con la República de Colombia", manteniendo sus funciones de asesora de la Presidencia de la República en materia de desarrollo fronterizo interno. La COPAF dejó de funcionar al finalizar el gobierno de Rafael Caldera. El 24 de abril de 2000 el gobierno venezolano creó la Comisión Presidencial de Integración y Asuntos Fronterizos (COPIAF).

## Historia

### Miembros de la COPAF
La COPAF quedó intergrada por Ramón J. Velásquez como Presidente, Valmore Acevedo Amaya, Omar Baralt Méndez, Teofana (Teo) Camargo, Elías Castro Correa, Guillermo Colmenares Finol, Fernando Chumaceiro, Andrés Duarte Vivas, Héctor Jurado Toro, Alberto Lizarralde y Pompeyo Márquez. La primera sesión de la COPAF se realizó en 28 de marzo de 1989 en la Casa Amarilla de Caracas. El ente funcionó en la sede del Ministerio de Relaciones Exteriores y dependía administrativamente del Ministerio de la Secretaría de la Presidencia. José Velazco Collazos reemplazaría a Jurado Toro en 1990 como Comisionado Presidencial. La Secretaría Ejecutiva estuvo a cargo de Jean Françoise Pulvenis primero y, luego de Edgar C. Otálvora. La Secretaría Técnica de COPAF fue encargada a Ramón Elvidio Pérez Parra. En 1993, tras la designación de Ramón J. Velásquez como Presidente de la República, la Presidencia de la COPAF fue asumida por Omar Baralt Méndez y la Secretaría Ejecutiva por Juan Carlos Sainz quien la ejerció hasta 1996. El gobierno de Rafael Caldera desde 1994 confirmó el mecanismo y designó nuevos comisionados con Valmore Acevedo Amaya en calidad de Presidente de la COPAF. Posteriormente la Secretaría Ejecutiva fue encargada a Alfredo Michelena.

### Informes de la COPAF
- La Frontera Occidental Venezolana. Propuestas de política. Caracas, septiembre de 1992. ISBN 9800301232. Incluye textos suscritos por Ramón J. Velásquez, Pedro Cunill Grau. Edgar C. Otálvora, Alberto Müller Rojas, Freddy Vivas Gallardo, Alfredo Toro Hardy, Elsa Cardozo de Da Silva y Armando Gabaldón Domínguez.
- AMAZONAS. Diagnóstico y estrategia de desarrollo fronterizo. Caracas, 1992. ISBN 9800301151. Director del Proyecto: Alberto Lizarralde.
- APURE. Diagnóstico y estrategia de desarrollo fronterizo. Caracas, abril de 1993. ISBN 9800301305. Director del Proyecto: Elías Castro Correa.
- ZULIA. Diagnóstico y estrategia de desarrollo fronterizo. Caracas, 1993. ISBN 9800301488. Director del Proyecto: Omar Baralt.

### Comisiones de Vecindad
El 28 de marzo de 1989, reunidos en el Puente Internacional "General Francisco de Paula Santander", los presidentes Carlos Andrés Pérez de Venezuela y Virgilio Barco de Colombia acordaron crear y designar las "Comisiones Nacionales de Asuntos Fronterizos Colombo-Venezolanos". La COPAF se convirtió en la representación venezolana en ese mecanismo bilateral. La Comisión colombiana, designada por el presidente Barco, quedó presidida por Enrique Vargas Ramírez y la Secretaría Ejecutiva en manos de Guillermo Fernández de Soto. La comisión colombiana estaba integrada además por Jaime Pérez López, Clemencia Forero , Diego Montaña Cuéllar, Dario Meza, Argelino Durán Quintero, Álvaro Araújo Noguera, Enrique Danies Rincón, Álvaro Villamizar Suárez y Fabio Torrijos Quintero. La Secretaría Técnica de la comisión colombiana fue ejercida inicialmente por Nelson Osorio Lozano y luego por Monika Rug y Luis Alberto Lobo Peralta. Las comisiones bilaterales debían, en el plazo de seis meses, preparar los estudios y proyectos de convenios y tratados relativos al desarrollo económico y social de las áreas fronterizas. Entre los temas prioritarios asignados por los presidentes a las Comisiones se encontraban: programa azucarero AZURCA; elaboración de un Plan Maestro de Infraestructura para el área de San Antonio del Táchira, Ureña y Cúcuta; aprovechamiento hidroeléctrico y de navegación de los raudales de Atures y Maipures; y la exploración del Escudo de Guayana. La primera Reunión de las Comisiones de Asuntos Fronterizos Colombo-Venezolanas (Comisiones de Vecindad) se realizó el 29 de junio de 1989 en Caracas donde acordaron construir una agenda común de temas fronterizos en las áreas de Medio Ambiente; Energía y Minería; Transporte, tránsito y comercio fronterizo; agroindustria; comunicaciones; atención a etnias; educación, servicios sociales, cultura. Posteriormente sería incorporados diversos temas, incluyendo el de seguridad. 
El 5 de octubre de 1989, Pérez y Barco suscribieron la "Declaración Ureña II", mediante la cual decidieron la continuación, sin plazo, del trabajo de las Comisiones de Asuntos Fronterizos binacionales. Estas comisiones recibieron el mandato de atender los temas de migraciones, transporte internacional, utilización de recursos naturales transfronterizos, tráfico de estupefacientes, sustracción de medios de transporte, cooperación en casos de emergencias. El tratamiento de estos temas se realizaría siguiendo los Modus Operandi acordados por los presidentes Pérez y Barco.